# Španjolska vaterpolska reprezentacija

## Sastavi na svjetskim prvenstvima
- 1986.: Manuel Estiarte...
- 1998.: Daniel Ballart, Manuel Estiarte, Pedro Garcia, Salvador Gomez, Miguel Gonzales, Gustavo Marcos, Ruben Michavilla, Ivan Moro, Sergi Pedresol, Ivan Perez, Jesus Rollan, Jordi Sans, Carlos Sanz[1]
- 2001.: Angel Andreo, Daneil Ballart, Salvador Gomez, Gabriel Hernandez, Gustavo Marcos, Guillermo Molina, Daniel Moro, Ivan Moro, Serdi Pedrerol, Ivan Perez, Jesus Rollan, Javier Sanchez-Toril, Carlos Sanz[1]
- 2019.: Daniel López Pinedo, Alberto Munarriz, Álvaro Granados, Miguel del Toro, Sergi Cabañas, Marc Larumbe, Alberto Barroso, Francisco Fernández Miranda, Roger Tahull, Felipe Perrone, Blai Mallarach, Alejandro Bustos, Eduardo Lorrio; izbornik David Martín Lozano

## Nastupi na velikim natjecanjima

### Olimpijske igre
- 1920.: 9. mjesto
- 1924.: 8. mjesto
- 1928.: četvrtzavršnica
- 1948.: 8. mjesto
- 1952.: 8. mjesto
- 1968.: 9. mjesto
- 1972.: 10. mjesto
- 1980.: 4. mjesto
- 1984.: 4. mjesto
- 1988.: 6. mjesto
- 1992.:  srebro
- 1996.:  zlato
- 2000.: 4. mjesto
- 2004.: 6. mjesto
- 2008.: 5. mjesto
- 2012.: 6. mjesto
- 2016.: 7. mjesto
- 2020.: 4. mjesto

### Svjetska prvenstva
- 1973.: 10. mjesto
- 1975.: 10. mjesto
- 1978.: 11. mjesto
- 1982.: 8. mjesto
- 1986.: 5. mjesto
- 1991.:  srebro
- 1994.:  srebro
- 1998.:  zlato
- 2001.:  zlato
- 2003.: 5. mjesto
- 2005.: 5. mjesto
- 2007.:  bronca
- 2009.:  srebro
- 2011.: 5. mjesto
- 2013.: 5. mjesto
- 2019.:  srebro
- 2022.:  zlato

### Svjetski kupovi
- 1981.: 5. mjesto
- 1983.: 5. mjesto
- 1985.:  bronca
- 1987.: 6. mjesto
- 1989.: 4. mjesto
- 1991.:  bronca
- 1995.: 5. mjesto
- 1997.: 6. mjesto
- 1999.:  bronca
- 2002.: 6. mjesto
- 2006.:  bronca
- 2010.:  bronca

### Svjetske lige
- 2002.:  srebro
- 2004.: 5. mjesto
- 2005.: poluzavršna skupina
- 2006.:  srebro
- 2007.: poluzavršna skupina
- 2008.: 5. mjesto
- 2009.: poluzavršna skupina
- 2010.: 6. mjesto
- 2011.: poluzavršna skupina
- 2012.:  srebro
- 2013.: poluzavršna skupina
- 2018.:  bronca
- 2019.: 4. mjesto

### Europska prvenstva
- 1991.:  srebro
- 1993.:  bronca
- 1995.: 5. mjesto
- 1997.: 5. mjesto
- 1999.: 6. mjesto
- 2001.: 6. mjesto
- 2003.: 5. mjesto
- 2006.:  bronca
- 2008.: 7. mjesto
- 2010.: 8. mjesto
- 2012.: 7. mjesto
- 2014.: 7. mjesto
- 2016.: 5. mjesto
- 2018.:  srebro
- 2020.:  srebro
- 2022.:  bronca
- 2024.:  zlato

### Europski kupovi
- 2018.:  srebro
- 2019.:  bronca

### Mediteranske igre
- 1951.:  zlato
- 1955.:  bronca
- 1967.:  bronca
- 1971.:  bronca
- 1975.:  bronca
- 1979.:  bronca
- 1983.:  srebro
- 1987.:  srebro
- 1991.: 5. mjesto
- 1993.: 4. mjesto
- 1997.:  bronca
- 2001.:  zlato
- 2005.:  zlato
- 2009.:  srebro
- 2013.:  srebro

## Sastav
| Ime i prezime    | Klub           |
| ---------------- | -------------- |
| Inaki Aguilar    | Barcelona      |
| Albert Español   | Barceloneta    |
| Ivan Gallego     | Terrassa       |
| Mario Garcia     | Alcorcon Arena |
| Xavier Garcia    | Barceloneta    |
| Daniel Lopez     | Barceloneta    |
| Blai Mallarach   | Barcelona      |
| David Martin     | Barceloneta    |
| Marc Minguell    | Barceloneta    |
| Guillermo Molina | Brescia        |
| Felipe Perrone   | Savona         |
| Balazs Szirany   | Barcelona      |
| Xavier Valles    | Barceloneta    |
| Rafael Aguilar   |                |